# Miljöeffekter av covid-19-pandemin

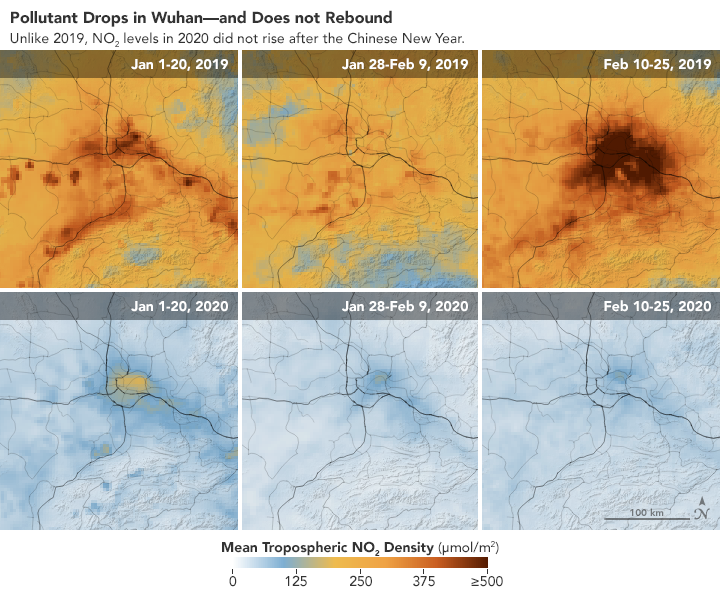
Bilder från NASA Earth Observatory. Här visas en kraftig minskning av föroreningar i atmosfären i Wuhan i Kina, och man jämför NO_{2}-nivåer tidigt 2019 (över) och tidigt 2020 (under).

Covid-19-pandemin har haft flera olika effekter på miljön och atmosfären. Eftersom man har minskat på resande mellan olika orter så har flera regioner haft en kraftig minskning av flera olika föroreningar. Framförallt den mätbara kvävedioxiden och andra luftburna partiklar (PM2,5). Man kan tydligt se effekterna i Kina då man i flera stora städer har upplevt en blå himmel där det tidigare har varit smog. Utsläpp av koldioxid i Kina har sjunkit med 25 procent i början av året. Tydligast är resultaten från mätningarna av kvävedioxid som visar på förändringar både i Kina och norra Italien.
Utsläppen av koldioxid till atmosfären minskade tillfälligt under covid-19-pandemin, som mest -17 % (osäkerhetsintervall –11 till –25 %) globalt den 7 april 2020. Minskningen berodde på de restriktioner som infördes av många länder för att hejda pandemin och påverkade i första hand transporter på land (-36 %, –7.5 MtCO2/dag), flygtransporter (–60 %, –1.7 MtCO2/dag), men även industrin (–19 %, –4.3 MtCO2/dag) och kraftsektorn (–7.4 %, –3.3 MtCO2/dag).  För hela perioden 1 januari till 30 april 2020 så bedöms förändringen i utsläpp (preliminärt) vara –7.8 %, 937 MtCO2).  Minskningen land för land var i genomsnitt –26 % när restriktionerna i respektive land var som störst, i Sverige bedöms de till –28 % i stort sett hela april och det berodde till ungefär två tredjedelar på minskningar av transporter på land. 
IEA varnar för att i det ekonomiska kaoset som kommer i spåren av covid-19-pandemin, kommer satsningarna på grön energi att minska, vilket motverkar minskningen av utsläpp av koldioxid under pandemin.
Stockholms Universitet menar att antalet för tidiga dödsfall i Stockholmsområdet kommer att minska från nivån 300-400 per år eftersom trafiken har minskat drastiskt under coronaviruspandemin.